# 第202飛行隊 (航空自衛隊)
第202飛行隊（だい202ひこうたい、JASDF 202nd Tactical Fighter Squadron）は、過去に航空自衛隊にあった戦闘機部隊である。新田原基地に所属し、戦闘機にF-15J/DJ、連絡機にT-4を運用した。

## 概要
第202飛行隊はF-104J/DJ戦闘機を運用する2番目の飛行隊として、1964年（昭和39年）3月31日に、宮崎県新田原基地第5航空団隷下の戦闘機部隊として新編された。最初のF-104飛行隊となった第201飛行隊が機種転換訓練を任務としたため、第202飛行隊はF-104を運用して初の要撃飛行隊として同年10月1日に対領空侵犯措置任務が付与され、アラート任務を実施した。
1981年（昭和56年）12月には「臨時F-15飛行隊」が編成され、1982年（昭和57年）12月20日に一旦閉隊し、翌12月21日にはF-15戦闘機1番目の部隊（マザースコードロン）として正式にF-15実働飛行隊へ改編された。改編と同時に「F-15機種転換操縦課程（操縦者教育）」が設けられた。1984年（昭和59年）7月16日からF-15でのアラート任務を開始し、教育・要撃任務を兼務する飛行隊として活動した。
第202飛行隊は教育任務実施のため複座型のDJを他の飛行隊より多く運用し、搭乗員養成や整備員育成を行っていた。
部隊マークは、F-104時代は航空団共通の｢V｣マークで黄色と赤縁のデザインだったが、F-15機種改編後は新田原基地近くにある西都市の西都原古墳群があることから、埴輪の代表的なデザインであり、国防の象徴として武人埴輪のデザインに変わった。なお、西都原古墳群を含め宮崎県では武人埴輪は出土しておらず、宮崎市の平和台公園のはにわ園にあるものをモチーフにしたとされる。武人埴輪についてはデザインだけでなく、基地内にも隊舎玄関にレプリカの埴輪を作成して展示するなど、マスコット的存在であった。
航空自衛隊における戦闘機操縦者教育課程の変更により、2000年（平成12年）10月3日に第202飛行隊は閉隊し、第202飛行隊が行ってきた搭乗員養成や整備要員の育成の任務は、同日付で新編された航空教育集団隷下の飛行教育航空隊（第23飛行隊）に引き継がれた。

## 沿革
- 1964年（昭和39年）3月31日 - F-104J/DJ飛行隊として新田原基地の第5航空団隷下にて部隊編成[1]。
  - 10月1日 - F-104での対領空侵犯措置任務付与[1]。
- 1970年（昭和45年）11月16日 - F-104射撃演習優勝[5]。
- 1973年（昭和48年）2月9日 - 無事故飛行10,000時間達成[6]。
- 1975年（昭和50年）11月17日 - 無事故飛行20,200時間達成[6]。
- 1981年（昭和56年）11月13日 - 総合戦技競技会F-104部門優勝[6][7][8]。
  - 12月17日 - 臨時F-15飛行隊編成[6][9]。
- 1982年（昭和57年）1月 - F-15部隊運用試験開始[6]。
  - 4月1日 - F-15機種転換操縦教育開始[6]。
  - 9月30日 - 第202飛行隊の対領空侵犯措置任務解除[6]。
  - 12月20日 - 第202飛行隊閉隊[1]。
  - 12月21日 - 臨時F-15飛行隊が第202飛行隊として再編（同時に「F-15機種転換操縦課程（操縦者教育）」設置）。F-15部隊運用試験終了[1][6]。
- 1983年（昭和58年）1月24日 - F-15機種転換操縦課程正規教育開始[6]。
- 1984年（昭和59年）7月16日 - F-15での対領空侵犯措置任務付与[9]。
  - 7月19日 - 航空自衛隊F-15による初の要撃任務実施[9]。
  - 11月5日 - 総合戦技競技会第1部門優勝[7]。
- 1990年（平成2年）9月10日 - 航空総隊戦技競技会空対空射撃部門優勝[7]。
- 1996年（平成8年）5月27日 - 航空総隊戦技競技会組織戦闘部門優勝[7]。
- 2000年（平成12年）9月26日 - 第202飛行隊の飛行訓練任務終了[10]。
  - 10月3日 - 第202飛行隊閉隊[9]。

## 歴代運用機
- 戦闘機
  - F-104J/DJ（1964年～1981年）
  - F-15J/DJ（1981年～2000年）
- 連絡機
  - T-33A（1964年～1992年 ）
  - T-4（1991年～2000年）